# Campo di concentramento di Krøkebærsletta
Il campo di concentramento di Krøkebærsletta era un lager nazista, situato nelle vicinanze di Tromsø, in Norvegia, e fu tenuto in uso da novembre 1942 sino alla fine dell'occupazione tedesca. Il campo fu costruito per rimpiazzare il campo di concentramento di Sydspissen, ed era principalmente un campo di transito per i prigionieri da inviare ai campi di Falstad, Grini o ad altri campi di concentramento in Germania. Si stima che circa 2.000 prigionieri siano transitati attraverso questo campo. 